# Јован Поповић (сликар и педагог)
Јован Поповић (Ниш, 1925 — Лесковац, 2012) био је српски сликар и педагог. Имао је 17 самосталних изложби.

## Биографија
Рођен је у Нишу, јануара 1925. године, у учитељској породици. Због природе службе, његова породица је, између два светска рата, често мењала место пребивалишта у унутрашњости Србије. Тридесетих година XX века, његови родитељи добијају учитељску службу у Лесковцу и ту остају до краја живота.
Интересовање за сликарство Јован је испољио већ у Државној реалној гимназији у Лесковцу коју је завршио пред сам почетак рата. За његове уметничке почетке у нижој гимназији заслужан је наставник уметничке вештине Димитрије Цековић. Он је открио његов цртачки таленат али му је и својим строгим држањем пуно помогао. Знао је да га похвали али и укори због његовог помагања другим ученицима на часовима цртања. За време окупације Јован је завршио Прву текстилну школу.
Прве кораке у цртачком и сликарском раду Јован је чинио у окупираном Лесковцу. Први узор био му је сликар Бранислав Дочић који је крајем треће деценије XX века учио на Уметничкој школи у Београду. Сем његових дела Јована је код Бранислава импресионирала и његова појава и држање као и то што је био одличан цртач и акварелиста. Њих двојица често су виђани како заједно шетају лесковачким корзоом.
Дочић је у то време радио на потртретима што је утицало на то да Јованов први рад буде портрет. Био је то портрет младе и лепе Лесковчанке чије је самоубиство на Ускрс узбудило житеље тадашњег Лесковца. Рађен је у пастелу, на основу фотографије. За портрет је добио ново платно за кошуљу јер у време окупације није било лако доћи до новца.
Један портрет оставио је на њега снажан утисак. Био је то „Портрет Проте”. Ову слику запазио је међу изложеним сликама у излозима трговачких радњи, у старој чаршији на лесковачком корзоу. Она му је остала у дугом сећању. Реалистичка концепција модела задивила је Поповића али оно што је дубоко утиснуо у себе јесте ружичаста боја коришћена на портрету. Осећај за колористичке односе из ране младости био је касније важна његова особина.
Године 1947. уписао је Академију ликовних уметности у Београду. У то време, на Академији су предавали професори Иван Табаковић, Коста Хакман и Љубица Сокић. Поред класичног студирања ликовних вештина, актуелна власт омогућила је и ликовно образовање наставничког кадра. Разлози су били потреба за наставничким кадром овог профила као и могућност да се брзо добије запослење, битно за егзистенцију младих уметника. Иако је Јован био чврсто решен да учи сликарство, морао је, не својом вољом, да прихвати студирање на наставничком одељењу Академије.
Цртање је учио код професора Ивана Табаковића заједно са Младеном Србиновићем, Стојаном Ћелићем, Миленом Чубриловић и другима. У то време, услови за студирање на Академији нису били добри. Неки студенти морали су да похађају наставу у другим зградама, модела није било много а просторије у којима се пратила настава биле су тесне да приме све студенте. Дешавало се и да други студенти ометају наставу. Нека девојка је за време часова гласно и агресивно певала руске борбене песме.
Јован, скроман, повучен у себе али талентован цртач, у првим поукама професора Табаковића, на првој години Академије, продубио је још више свој рад на цртежима у којима је истраживао структуру предмета и форме. Неколико цртежа насталих у то време учења показују женске актове цртане лаком, покретљивом линијом.
Дубок утисак на Јована оставиле су поуке Љубице Сокић, касније добитнице „Политикине” награде за сликарство за 1995. годину. Она је била задужена за другу годину студија. Њени ученици били су познати сликари српске уметности (Младен Србиновић, Стојан Ћелић и други). У тој генерацији наставничког одељења били су Арсић Милован, Винклер Мирко, Миленковић Радосав, Тривић Дмитар, Грга Савета, Шнајдер Паолина.
Јованов боравак на Академији протекао је у напорима да сликарски занат што боље савлада, да уђе у све финесе и тајне вештина. За то је било потребно да стекне техничку сигурност која се најбоље остварује стваралачким радом. Он је за време летњих распуста, које је проводио у Лесковцу, марљиво и упорно радио иако није имао одговарајући сликарски простор. У послератном периоду у Лесковцу није постојао ниједан сликарски атеље. Зато су он и његов друг Бинко одлучили да га импровизују. У полусрушеној згради, која се налазила на месту данашњег Дома пензионера, пронашли су напуштену просторију и ту почели да сликају. Ова просторија, која је чак имала поломљене прозоре, постала је њихов омиљени радни кутак. Тако је овај простор, незванично, ушао у историју лесковачког сликарства као први (импровизовани) атеље.
Након неколико намерних одлагања завршетка студија и четири проведене године на Академији, Јован је добио диплому првог степена наставничког одсека.
Из његовог студентског периода сачуван је аутопортрет (из 1951. године). На овој слици представљен је млад човек бујне смеђе косе, интересантне физиономије и чврстог карактера. Он је на овом портрету покушао да измири два класична поступка, валер на коме се заснива смеђи тон слике и жустро нанесен колористички акценат.
По завршетку студија Поповић је отишао на одслужење војног рока у Никшић. У војсци је уређивао зидне новине и опремао салу за многобројне војничке приредбе. По завршетку војног рока, 1953. године, добио је место наставника ликовног васпитања у лесковачкој гимназији. У Лесковцу је затекао, благо речено, антиуметничку атмосферу. Трагајући за својим изразом и богат идејама наставио је да ствара у свом импровизованом атељеу и учествује у ликовном животу града. Припремао је самосталне изложбе док колективне није пропуштао. Био је активан учесник и покретач ликовног живота у Лесковцу а имао је битну улогу у формирању и изграђивању укуса лесковачке ликовне публике.
Након Гимназије радио је као дизајнер у текстилној фабрици „Зеле Вељковић” а затим у лесковачком културном центру „Милентије Поповић”, где је остао до пензије, 1984. године. Припада оним сликарима који су морали да ускладе своју борбу за уметност са борбом за егзистенцију.
Јован Поповић је преминуо 2012. у Лесковцу.